# San Antonino El Alto
San Antonino El Alto è un comune del Messico, situato nello stato di Oaxaca.